# 그렉 A. 매스트
그렉 A. 매스트(Gregg A. Mast, 1952년 2월 7일 - 2020년 4월 27일)는 미국의 개혁주의 목회자, 학자, 그리고 뉴브런스윅신학교의 총장이었다. 매스트는 기독교의 실천과 신학에 관한 여섯 권의 책을 저술했으며, 개혁주의 목사와 신학자인 하워드 지 헤이먼 의 설교집을 편집했다. 신종코로나 19로 사망하였다.
2006년부터 2017년까지, 매스트는 미국 뉴저지주 뉴 브런 즈윅에 위치한 뉴브런즈윅 신학교의 14 번째 총장으로 재직했다. 이학교는 미국의 미국 개혁교회(RCA)와 관련된 두 신학교 중 하나d다. 마스트는 2014년에 뉴 브런 즈윅의 칼리지 애비뉴와 신학교 터 위에 새롭고 더 작고 "기술적으로 우수하고 환경 친화적 " 캠퍼스를 건설하였다.  학교의 오래된 시스템을 새롭게 변화시켰다.
매스트는 1952년에 미시간주 제 니슨에서 태어나고 자랐다. 1974년 호프 칼리지를 졸업하였다.  그는 뉴 브런 즈윅 신학교에서 신학 석사 (M.Div.)를 받았으며 1976년 미국 개혁 교회에서 성직자로 임명되었다  그는 1981년에 철학 석사 (M.Phil.)와 1985년에(Ph.D.)를 뉴저지 매디슨에 있는 드류 대학교에서 받았다.  그의 박사 학위 논문은 The Eucharistic Service of the Catholic Apostolic Church and Its Influence on Reformed Liturgical Renewals of the Nineteenth Century (1985)였다.

## 작품
논문
- — — — (1985). 가톨릭 사도 교회의 성체 봉사와 19세기 개혁 예배 전례에 대한 영향 (Ph.D.). 뉴욕 : Drew University. OCLC   15604123 .

- Mast, Gregg A. (1989). 《Living Free: ten guides to service, a study of the Ten Commandments》. Grandville, MI: Reformed Church Press. OCLC 36098768.
- ——— (1990). 《Christian Baptism》. Grandville, MI: Reformed Church Press. OCLC 84009447.
- ———; Hageman, Howard G. (1995). 《Our Reformed Church》. New York: Reformed Church Press. OCLC 38541158.
- ——— (1997). 《And Grace Shines Through: A Journey of Faith Through the Ordinary Stories Of Our Lives》. New York: Reformed Church Press. ISBN 978-0-916-46605-3. OCLC 36470166.
- ——— (1998). 《In Remembrance and Hope: The Ministry and Vision of Howard G. Hageman》. The Historical Series of the Reformed Church in America 27. Grand Rapids, MI: Eerdmans. ISBN 978-0-8028-4613-6. OCLC 39217464.
- ——— (1999). 《The Eucharistic Service of the Catholic Apostolic Church and Its Influence on Reformed Liturgical Renewals of the Nineteenth Century》. Drew University Studies in Liturgy 7. New York: Scarecrow Press. ISBN 978-0-8108-3553-5. OCLC 39181942. published version of doctoral dissertation
- Mast, Gregg A., 편집. (2000). 《Raising the Dead: Sermons of Howard G. Hageman》. Historical series of the Reformed Church in America 34. Grand Rapids, MI: Eerdmans. ISBN 978-0-8028-4884-0. OCLC 46946493.